# Gerhard II. von Goch

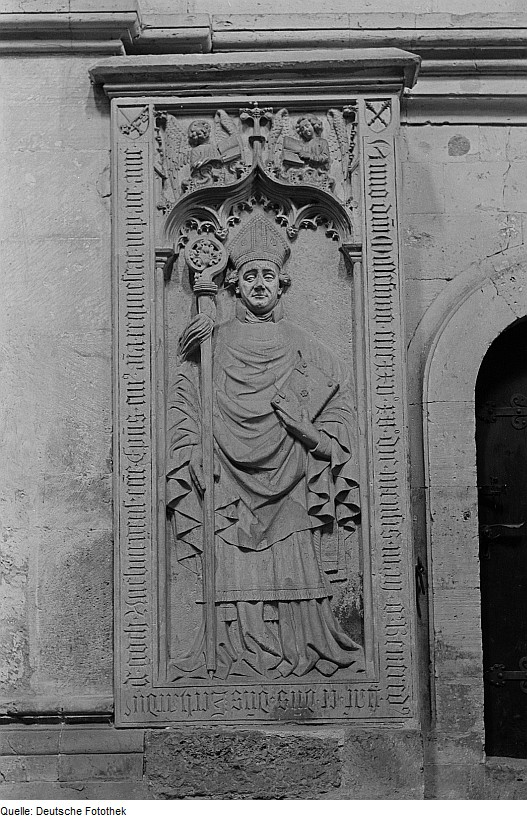
Epitaph im Naumburger Dom

Gerhard II. von Goch († 15. Mai 1422) war von 1409 bis 1422 Bischof von Naumburg.
Gerhard II. stammte aus der niederrheinischen Familie Vaelbier aus der Stadt Goch, die sich selbst nur als von Goch bezeichnete. Diese weitverzweigte Familie war auch bei den Wettinern angesehen. Brüder von Gerhard II., ebenso die mit den Brüdern des Vaters vorausgehende Generation, besetzten weitere wichtige geistliche Positionen. Er studierte in Prag und ist seit 1389 als Domherr in Naumburg nachweisbar.
Trotz der Nähe zu den Hussiten, die unter seinem Nachfolger ins Land einfallen, findet sich Gerhard II. 1415, zur Zeit der Verurteilung der tschechischen Reformers Jan Hus, nicht unter den Teilnehmern des Konzils von Konstanz. Erst 1417 wird er unter den Teilnehmern des Konzils vermutet.

## Epitaph
Sein Epitaph findet sich noch heute im Naumburger Dom. Es zeigt den Bischof in seiner Amtstracht mit Mitra, in den Händen die Bibel und den Krummstab haltend. Neben dem Wappen des Naumburger Bistums ist auch das Familienwappen als zwei sich kreuzende Morgensterne abgebildet.